# Ornain
Ornain – rzeka we Francji, przepływająca przez tereny departamentów Moza i Marna, o długości 120 km. Stanowi dopływ rzeki Saulx.